# 9674 Slovenija
9674 Slovenija je asteroid v asteroidnem pasu. Odkrili so ga na Observatoriju Črni Vrh v Sloveniji. Je prvi mednarodno priznani asteroid, ki so ga odkrili in poimenovali slovenski astronomi. Odkrit je bil 23. avgusta 1998. Njegova začasna oznaka je bila 1998 QU15 . Uradno ime mu je dodelila Mednarodna astronomska zveza z okrožnico štev. 33796 2. februarja 1999. 
Asteroid je najbliže Soncu na razdalji 2,22 a.e., najbolj pa se mu oddalji na 2,91 a.e. Sonce obkroži v 1502 dneh ali 4,12 letih. Njegova tirnica je nagnjena na ekliptiko za 8,49 °, izsrednost tirnice pa je 0,132.
O samem asteroidu je zelo malo znanega.